# Kazimierz Moniuszko
Kazimierz Moniuszko, ps. „Borecki” (ur. 4 października 1891 w Warszawie, zm. 7 kwietnia 1978) – pułkownik uzbrojenia Wojska Polskiego, radca Izby Przemysłowo-Handlowej w Warszawie w 1935 roku. Kawaler Orderu Virtuti Militari.

## Życiorys
Urodził się 4 października 1891 w Warszawie jako syn Kazimierza. Ukończył gimnazjum i podjął studia na politechnice. Działał w organizacjach niepodległościowych: im. Waleriana Łukasińskiego w Warszawie od 1910, w Legii Niepodległości oraz tworzył skauting w zaborze rosyjskim od 1910 do 1911. Ukończył Wyższą Szkołę Tekstylną w Verviers (Belgia) uzyskując tytuł inżyniera. W Polskich Drużynach Strzeleckich uzyskał stopień podoficerski kadeta oraz podjął kurs instruktorski na przełomie lipca i sierpnia 1914.
Po wybuchu I wojny światowej wstąpił do Legionów Polskich. Został dowódcą plutonu w 2 kompanii I batalionu 1 pułku piechoty w składzie I Brygady. Został mianowany podporucznikiem piechoty 9 października 1914. Został dowódcą 2 kompanii w swojej jednostce od 23 października 1914. Został awansowany do stopnia porucznika piechoty 2 lipca 1915. Po kryzysie przysięgowym z połowy 1917, został zwolniony ze służby w Legionach, a następnie był internowany w Beniamimowie przez Austriaków.
Po odzyskaniu przez Polskę niepodległości został przyjęty do Wojska Polskiego w listopadzie 1918. Uczestniczył w wojnie polsko-bolszewickiej w szeregach 21 pułku piechoty na stanowisku dowódcy III batalionu. Został awansowany do stopnia majora piechoty ze starszeństwem z dniem 1 czerwca 1919. W latach 1923–1924 był nadal oficerem 21 pp. 20 września 1923 przedłużono mu odkomenderowanie do Departamentu X Przemysłu Wojennego MSWojsk. do 15 grudnia tego roku. 31 marca 1924 został mianowany podpułkownikiem ze starszeństwem z dniem 1 lipca 1923 i 34. lokatą w korpusie oficerów piechoty. W 1928 pełnił służbę w Departamencie Uzbrojenia. 2 grudnia 1930 roku Prezydent Rzeczypospolitej Ignacy Mościcki nadał mu stopień pułkownika ze starszeństwem z dniem 1 stycznia 1931 roku i 1. lokatą w korpusie oficerów uzbrojenia. Jednocześnie zezwolił mu na nałożenie oznak nowego stopnia przed 1 stycznia 1931 roku. W 1931 roku został przeniesiony z Departamentu Uzbrojenia MSWojsk. do Wojskowej Wytwórni Rakiet w Skarżysku na praktykę warsztatową. W 1932 pozostawał w dyspozycji szefa Biura Personalnego Ministerstwa Spraw Wojskowych. Z dniem 30 listopada 1932 roku został przeniesiony w stan nieczynny na okres sześciu miesięcy. W 1934 był dyrektorem Zakładów Chemicznych „Grodzisk” w Warszawie .
Był encyklopedystą. Został wymieniony w gronie edytorów ośmiotomowej Encyklopedii wojskowej wydanej w latach 1931–1939. Wchodził w skład komitetu redakcyjnego tej encyklopedii .
Był komendantem Powiatowej Komendy Uzupełnień Warszawa Miasto III. Z dniem 31 maja 1938 został przeniesiony w stan spoczynku . Był redaktorem Towarzystwa Polskiej Wiedzy Wojskowej. Był działaczem Ligi Obrony Powietrznej i Przeciwgazowej, kierował Wydziałem Obrony Przeciwlotniczo-Gazowej w zarządzie głównym LOPP. Był członkiem komitetu redakcyjnego czasopisma „Lot i Obrona Przeciwlotniczo-Gazowa Polski”, organu prasowego LOPP.
Kazimierz Moniuszko zmarł 7 kwietnia 1978.

## Ordery i odznaczenia
- Krzyż Srebrny Orderu Wojskowego Virtuti Militari nr 7074 – 17 maja 1922[18]
- Krzyż Komandorski Orderu Odrodzenia Polski – 1938[19]
- Krzyż Niepodległości – 24 października 1931[20]
- Krzyż Oficerski Orderu Odrodzenia Polski – 10 listopada 1928[21]
- Krzyż Walecznych trzykrotnie
- Złota Odznaka Honorowa Ligi Obrony Powietrznej i Przeciwgazowej I stopnia[22]
- Odznaka Honorowa Polskiego Czerwonego Krzyża II stopnia – 1935[23]
- Medal 10 Rocznicy Wojny Niepodległościowej (Łotwa)[24]